# Prague Open 2020
Prague Open 2020 byl tenisový turnaj pořádaný jako součást ženského okruhu WTA Tour, který se odehrával na otevřených antukových dvorcích areálu TK Sparta Praha. Probíhal bez diváků mezi 10. až 16. srpnem 2020 v české metropoli Praze jako jedenáctý ročník turnaje. Původně plánovaný J&T Banka Prague Open 2020 v dubnovém termínu byl zrušen pro pandemii koronaviru.
Rozpočet turnaje, jenž se řadil do kategorie WTA International, činil 225 500 dolarů. Startovní pole mělo původně čítat šest tenistek z první světové dvacítky, ale čtyři z nich se odhlásily. Nejvýše postavenou hráčkou ve dvouhře se stala světová dvojka Simona Halepová. Jako poslední přímá účastnice do singlové soutěže nastoupila 102. hráčka žebříčku Španělka Aliona Bolsovová.
Dvacátý první singlový titul na okruhu WTA Tour vybojovala 28letá Rumunka Simona Halepová. První společnou účast ve čtyřhře turnaje WTA proměnily v titul Češky Lucie Hradecká s Kristýnou Plíškovou.

## Distribuce bodů a finančních odměn

### Distribuce bodů
| Soutěž  | vítězky | finalistky | semifinalistky | čtvrtfinalistky | 16 v kole | 32 v kole | Q  | Q3 | Q2 | Q1 |
| ------- | ------- | ---------- | -------------- | --------------- | --------- | --------- | -- | -- | -- | -- |
| dvouhra | 280     | 180        | 110            | 60              | 30        | 1         | 18 | 14 | 10 | 1  |
| čtyřhra | 280     | 180        | 110            | 60              | —         | —         | —  | —  | —  | —  |

### Finanční odměny
| Soutěž                                | vítězky  | finalistky | semifinalistky | čtvrtfinalistky | 16 v kole | 32 v kole | Q3      | Q2    | Q1    |
| ------------------------------------- | -------- | ---------- | -------------- | --------------- | --------- | --------- | ------- | ----- | ----- |
| dvouhra                               | 25 000 $ | 14 000 $   | 8 035 $        | 5 000 $         | 3 150 $   | 2 300 $   | 1 080 $ | 940 $ | 800 $ |
| čtyřhra                               | 9 000 $  | 5 000 $    | 3 230 $        | 1 980 $         | 1 520 $   | —         | —       | —     | —     |
| částky ve čtyřhře jsou uváděny na pár |          |            |                |                 |           |           |         |       |       |

## Ženská dvouhra

### Nasazení
| Stát                         | Hráčka                     | WTA | Nasazení |
| ---------------------------- | -------------------------- | --- | -------- |
| Rumunsko                     | Simona Halepová            | 2.  | 1.       |
| Chorvatsko                   | Petra Martićová            | 15. | 2.       |
| Belgie                       | Elise Mertensová           | 23. | 3.       |
| Ukrajina                     | Dajana Jastremská          | 25. | 4.       |
| Rusko                        | Jekatěrina Alexandrovová   | 27. | 5.       |
| Rusko                        | Anastasija Pavljučenkovová | 30. | 6.       |
| Česko                        | Barbora Strýcová           | 31. | 7.       |
| Rusko                        | Veronika Kuděrmetovová     | 40. | 8.       |
| Lotyšsko                     | Anastasija Sevastovová     | 43. | 9.       |
| Žebříček WTA k 3. srpnu 2020 |                            |     |          |

### Jiné formy účasti
Následující hráčky obdržely divokou kartu do hlavní soutěže: 
- Eugenie Bouchardová[8]
- Linda Fruhvirtová
- Barbora Krejčíková

Následující hráčky postoupily do hlavní soutěže z kvalifikace:
- Marta Kosťuková
- Majar Šarífová
- Elena-Gabriela Ruseová
- Lesja Curenková

Následující hráčky postoupily z kvalifikace jako tzv. šťastné poražené:
- Storm Sandersová
- Magdalena Fręchová
- Leonie Küngová

### Odstoupení
před zahájením turnaje
- Belinda Bencicová → nahradila ji  Alizé Cornetová
- Dajana Jastremská → nahradila ji  Leonie Küngová
- Anett Kontaveitová → nahradila ji  Laura Siegemundová
- Kristina Mladenovicová → nahradila ji  Tamara Zidanšeková
- Karolína Muchová → nahradila ji  Ana Bogdanová
- Jeļena Ostapenková → nahradila ji  Jasmine Paoliniová
- Jelena Rybakinová → nahradila ji  Sara Sorribesová Tormová
- Maria Sakkariová → nahradila ji  Arantxa Rusová
- Iga Świąteková → nahradila ji  Darja Kasatkinová
  -   Darja Kasatkinová → nahradila ji  Storm Sandersová
- Alison Van Uytvancková → nahradila ji  Kristýna Plíšková
- Donna Vekićová → nahradila ji  Patricia Maria Țigová
- Markéta Vondroušová → nahradila ji  Irina-Camelia Beguová

v průběhu turnaje
- Lesja Curenková

### Skrečování
- Ana Bogdanová

## Ženská čtyřhra

### Nasazení
| Stát                                                                     | Hráčka              | Stát      | Hráčka                | WTA  | Nasazení |
| ------------------------------------------------------------------------ | ------------------- | --------- | --------------------- | ---- | -------- |
| Česko                                                                    | Barbora Krejčíková  | Česko     | Kateřina Siniaková    | 17.  | 1.       |
| Česko                                                                    | Lucie Hradecká      | Česko     | Kristýna Plíšková     | 91.  | 2.       |
| Austrálie                                                                | Ellen Perezová      | Austrálie | Storm Sandersová      | 116. | 3.       |
| Rumunsko                                                                 | Monica Niculescuová | Rumunsko  | Ioana Raluca Olaruová | 116. | 4.       |
| Žebříček WTA k 3. srpnu 2020; číslo je součtem umístění obou členek páru |                     |           |                       |      |          |

### Jiné formy účasti
Následující páry obdržely divokou kartu do hlavní soutěže:
- Linda Fruhvirtová /  Darja Viďmanová
- Miriam Kolodziejová /  Jesika Malečková

### Odstoupení
v průběhu turnaje
- Patricia Maria Țigová

## Přehled finále

### Ženská dvouhra
- Simona Halepová vs.  Elise Mertensová, 6–2, 7–5

### Ženská čtyřhra
- Lucie Hradecká /  Kristýna Plíšková vs.  Monica Niculescuová /  Ioana Raluca Olaruová, 6–2, 6–2